# Amagney
Amagney é uma comuna francesa na região administrativa de Borgonha-Franco-Condado, no departamento de Doubs. Estende-se por uma área de 13,13 km². Em 2010 a comuna tinha 915 habitantes (densidade: 69,7 hab./km²).